# Il picco dei vampiri
Il picco dei vampiri (Vampire Mountain) è il quarto libro della Saga di Darren Shan e il primo capitolo della trilogia del Picco dei Vampiri (Vampire Rites o Vampire Mountain trilogy) dello scrittore Darren Shan.

## Trama
Sono passati sei anni dagli eventi dell'ultimo libro e otto da quando Darren Shan è diventato un mezzo-vampiro e ormai il ragazzo si è abituato alla sua nuova vita e condizione. Il suo mentore Mr. Crepsley deve dirigersi al Concilio dei Vampiri che si tiene ogni dodici anni tra i vampiri di tutto il mondo, presidiato dai Principi dei Vampiri (i più anziani e importanti) e il cui svolgimento è al Picco dei Vampiri, una montagna piena di gallerie che fungono da rifugio sicuro per le creature della notte. Crepsley decide di farsi accompagnare da Darren nel tortuoso viaggio verso il Picco; Evra, il ragazzo-serpente, è ormai cresciuto e pertanto resta al Circo degli Orrori. Ad accompagnarli sono due membri del Piccolo Popolo su richiesta del loro capo Mr. Tiny, che prevede il futuro.
Un giorno la comitiva si imbatte nel generale dei vampiri Gavner Purl (vecchio amico di Crepsley già incontrato in Tunnel di Sangue) ed entra in una caverna imbrattata del sangue di un Vampiro Killer. Si imbatte anche in un orso impazzito a causa del sangue del Vampiro Killer che cerca di uccidere Darren, il quale si salva grazie all'intervento dei due del Piccolo Popolo, nonostante uno venga ucciso, e di un branco di lupi con cui aveva stretto amicizia. Il membro del Piccolo Popolo sopravvissuto si rivela in grado di parlare, al contrario dei suoi simili, e dice di chiamarsi Harkat Mulds. L'abilità gli è stata data da Mr. Tiny affinché possa riferire al Picco un messaggio riguardante la persona che guiderà i Vampiri Killer in una guerra contro i vampiri ormai imminente: circa 8000 anni prima, Tiny preannunciò ai Principi l'arrivo di un leader per i Vampiri Killer (chiamato "Signore dei Vampiri Killer") che li avrebbe guidati in una vittoriosa guerra contro i vampiri. Per impedirlo, questi ultimi siglarono un armistizio con gli avversari che durò molti secoli; l'unica speranza di sopravvivenza per i vampiri è la Pietra di Sangue, un cimelio che, secondo la leggenda, resusciterà i vampiri dopo la sconfitta.
Dopo tre settimane di cammino il gruppo giunge al Picco dei Vampiri dove sono accolti da Seba Nile, mentore di Crepsley. Poco dopo, Darren fa la conoscenza di Kurda Smahlt, un amichevole vampiro pacifista e cartografo che sta per diventare Principe, il primo a diventarlo per la sua arguzia piuttosto che per la veneranda età ed esperienza; Vanez Blane, premuroso maestro di giochi tra vampiri con un solo occhio; e Arra Sails, una delle pochissime donne vampiro con uno straordinario senso di equilibrio.
Darren e Crepsley partecipano a una sessione del Concilio di Vampiri; i Principi decidono che, dal momento che Crepsley ha parzialmente vampirizzato un bambino senza alcuna ragione logica, Darren dovrà dare prova di essere degno di far parte del clan di vampiri superando i Triboli di Iniziazione o Triboli Mortali, consistenti in cinque prove in cui il vampiro sottoposto dovrà dimostrare il proprio coraggio, capacità e forza fisica. Darren accetta per non provocare l'umiliazione di Crepsley e per il proprio desiderio di mettersi alla prova; tuttavia, quando è troppo tardi per rimangiarsi la parola, scopre che se dovesse fallire un tribolo allora sarà condannato a morire per impalamento.